# V (Maroon-5-Album)
V (gesprochen als „Five“) ist das fünfte Studioalbum der US-amerikanischen Pop-Rock-Band Maroon 5.

## Entstehung und Veröffentlichung
Die Erstveröffentlichung von V erfolgte am 29. August 2014 bei Interscope Records. Das Album erschien in seiner Originalausführung als CD und Download elf Titeln (Katalognummer: 06025 3798505). Am gleichen Tag erschien eine Deluxeversion mit drei Bonustiteln (Katalognummer: 06025 3795793). Drei Tage später erschien es in seiner Standardausführung als LP (Katalognummer: 06025 3796210). Mit My Heart Is Open befindet sich ein Gastbeitrag von Gwen Stefani auf dem Album. Am 24. Juli 2015 erschien eine sogenannte „New Version“, die um das Lied This Summer’s Gonna Hurt Like a Motherfucker erweitert wurde.
Geschrieben wurden alle Lieder von Maroon-5-Frontmann Adam Levine, mit Unterstützung von Koautoren. Für die Produktion zeichneten diverse wechselnde Produzenten verantwortlich, darunter namhafte Musiker wie Benny Blanco, Karl Schuster (Shellback) oder auch Ryan Tedder. Für das Album kehrte der Keyboarder Jesse Carmichael zurück, der beim vorherigen Album Overexposed nicht mitgewirkt hatte.

## Titelliste
1. Maps – 3:10
2. Animals – 3:51
3. It Was Always You – 4:00
4. Unkiss Me -3:58
5. Sugar – 3:55
6. Leaving California – 3:23
7. In Your Pocket – 3:39
8. New Love – 3:18
9. Coming Back For You – 3:47
10. Feelings – 3:14
11. My Heart Is Open – 3:57 (feat. Gwen Stefani)

Deluxe Edition
1. Shoot Love – 3:10
2. Sex and Candy – 4:25
3. Lost Stars – 4:27

New Version
1. This Summer’s Gonna Hurt Like a Motherfucker – 3:45

## Rezensionen
Die britische Zeitschrift The Guardian zeigte sich wenig begeistert über das neue Album. Sie sind der Meinung, dass die meisten Lieder, kurz nachdem man sie gehört hatte, auch schon wieder vergessen werden.
Die Süddeutsche Zeitung stellte fest, das Album sei „vor allem für die Großraumdisse“ entworfen, das Beste am Album sei, man könne die „Songs schon während des Hörens wieder vergessen“, denn die Texte seien „vernachlässigungswürdig“.

## Kommerzieller Erfolg

### Chartplatzierungen
| ChartsChartplatzierungen       | Höchstplatzierung | Wochen |
| ------------------------------ | ----------------- | ------ |
| Deutschland (GfK)              | 6 (8 Wo.)         | 8      |
| Österreich (Ö3)                | 10 (4 Wo.)        | 4      |
| Schweiz (IFPI)                 | 2 (32 Wo.)        | 32     |
| Vereinigte Staaten (Billboard) | 1 (123 Wo.)       | 123    |
| Vereinigtes Königreich (OCC)   | 4 (56 Wo.)        | 56     |

| ChartsJahrescharts (2014)      | Platzierung |
| ------------------------------ | ----------- |
| Vereinigte Staaten (Billboard) | 35          |

| ChartsJahrescharts (2015)      | Platzierung |
| ------------------------------ | ----------- |
| Vereinigte Staaten (Billboard) | 6           |
| Vereinigtes Königreich (OCC)   | 47          |

| ChartsJahrescharts (2016)      | Platzierung |
| ------------------------------ | ----------- |
| Vereinigte Staaten (Billboard) | 113         |

### Auszeichnungen für Musikverkäufe
| Land/Region                  | Auszeichnungen für Musikverkäufe (Land/Region, Auszeichnung, Verkäufe) | Verkäufe  |
| ---------------------------- | ---------------------------------------------------------------------- | --------- |
| Australien (ARIA)            | Platin                                                                 | 70.000    |
| Brasilien (PMB)              | 2× Diamant                                                             | 320.000   |
| Chile (IFPI)                 | Platin                                                                 | 10.000    |
| Dänemark (IFPI)              | 3× Platin                                                              | 60.000    |
| Deutschland (BVMI)           | Gold                                                                   | 100.000   |
| Finnland (IFPI)              | Gold                                                                   | 10.000    |
| Frankreich (SNEP)            | Gold                                                                   | 50.000    |
| Italien (FIMI)               | Platin                                                                 | 50.000    |
| Japan (RIAJ)                 | Gold                                                                   | 100.000   |
| Kanada (MC)                  | 3× Platin                                                              | 240.000   |
| Kolumbien (ASINCOL)          | 5× Platin                                                              | 50.000    |
| Mexiko (AMPROFON)            | Diamant                                                                | 300.000   |
| Neuseeland (RMNZ)            | 3× Platin                                                              | 45.000    |
| Österreich (IFPI)            | Platin                                                                 | 15.000    |
| Polen (ZPAV)                 | Platin                                                                 | 20.000    |
| Schweden (IFPI)              | Platin                                                                 | 40.000    |
| Singapur (RIAS)              | 2× Platin                                                              | 20.000    |
| Thailand (TECA)              | 3× Platin                                                              | 30.000    |
| Vereinigte Staaten (RIAA)    | 3× Platin                                                              | 3.000.000 |
| Vereinigtes Königreich (BPI) | Platin                                                                 | 300.000   |
| Insgesamt                    | 4× Gold · 29× Platin · 3× Diamant ·                                    | 4.830.000 |

Hauptartikel: Maroon 5/Auszeichnungen für Musikverkäufe